# Bitwa pod Skorodnem

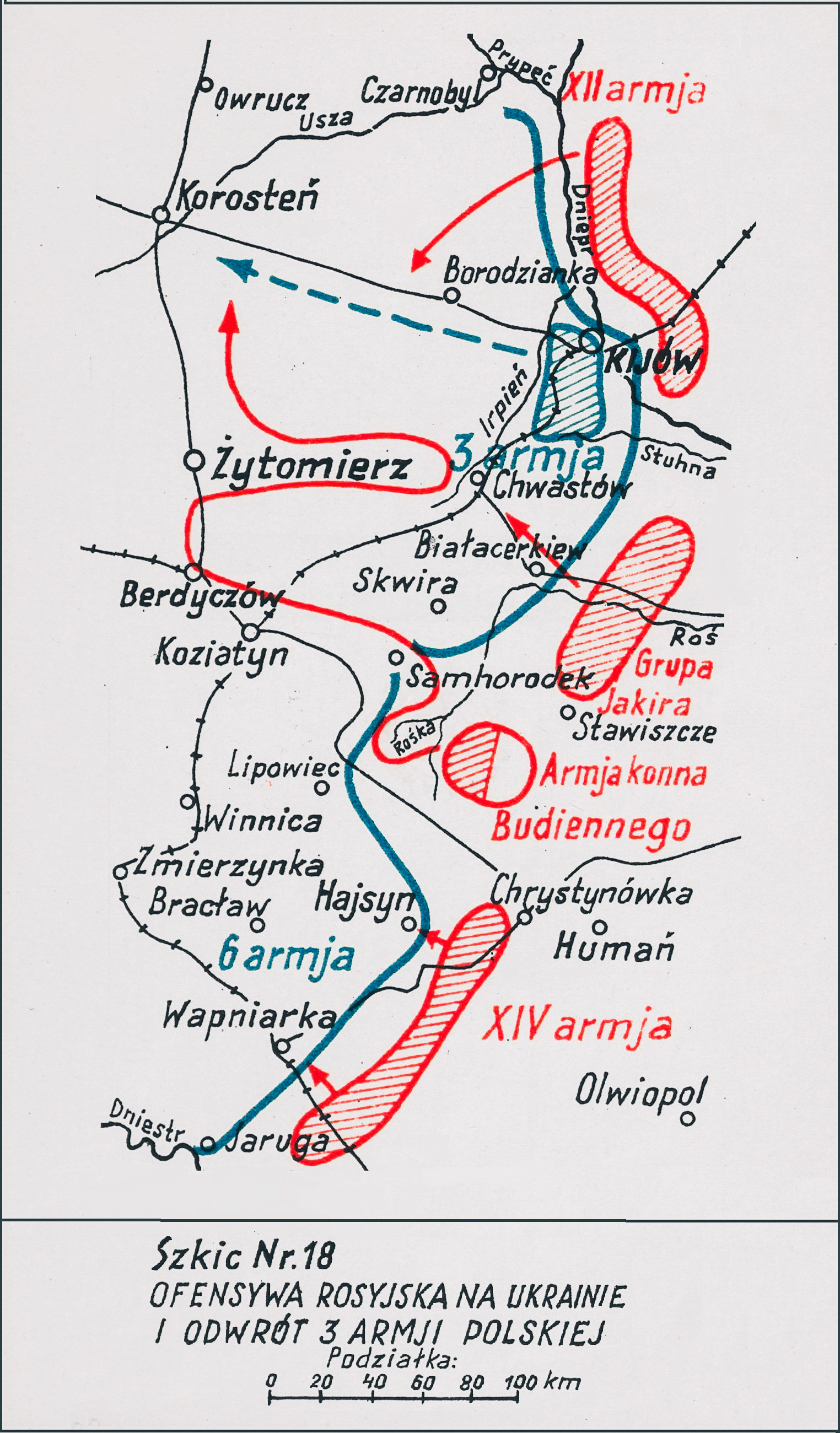
Adam Przybylski,
Wojna polska 1918–1921

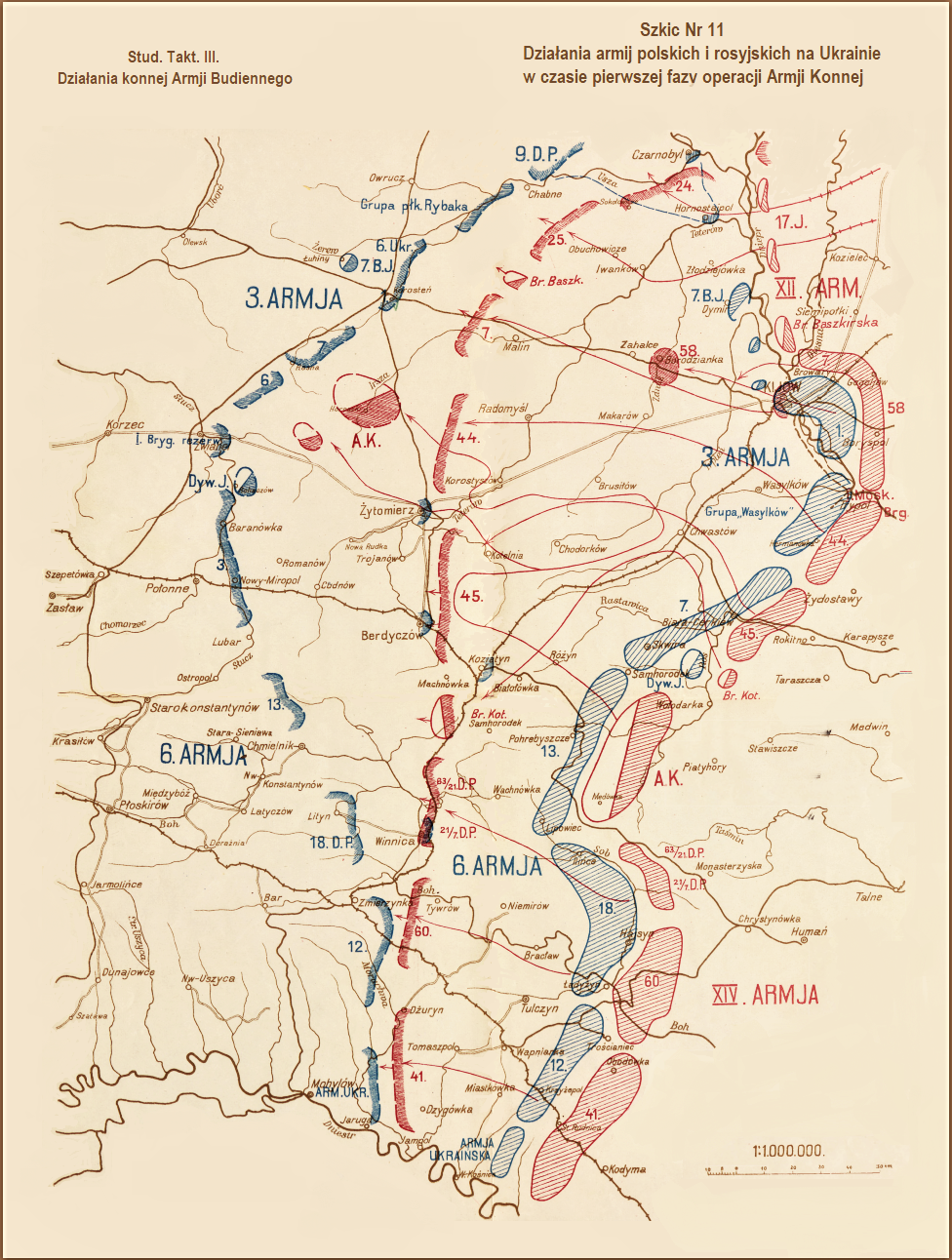
Mieczysław Biernacki,
Działania armji konnej Budiennego w kampanji polsko-rosyjskiej 1920 r.

Bitwa pod Skorodnem – walki polskiego 41 pułku piechoty z oddziałami Armii Czerwonej toczone w okresie ofensywy Frontu Południowo-Zachodniego w czasie wojny polsko-bolszewickiej.

## Sytuacja ogólna
Po spektakularnym sukcesie wojsk polskich na Ukrainie i zajęciu 7 maja 1920 Kijowa, front ustabilizował się na linii od Prypeci, wzdłuż Dniepru, przez Białą Cerkiew, Skwirę, Lipowiec, Bracław, Wapniarkę do Jarugi nad Dniestrem.
Armia Czerwona wykorzystała zastój na reorganizację sił i przygotowanie ofensywy. W rejon działań przybyła 1 Armia Konna Siemiona Budionnego. 26 maja rozpoczęła się sowiecka ofensywa na Ukrainie, a już 5 czerwca trzy dywizje sowieckiej 1 Armii Konnej przełamały trwale polski front na odcinku obrony grupy gen. Jana Sawickiego.
Sowiecki plan kontrofensywy na Ukrainie przewidywał odcięcie polskiej 3 Armii gen. Edwarda Rydza-Śmigłego, zgrupowanej w rejonie Kijowa, poprzez opanowanie Korostenia siłami 12 Armii oraz Koziatyna i Żytomierza przez 1 Armię Konną Siemiona Budionnego. 10 czerwca odwrót spod Kijowa w kierunku na Korosteń rozpoczęła polska 3 Armia. Od wschodu na Korosteń kierowała się też Grupa Golikowa w składzie 25. i 7 Dywizje Strzelców oraz Baszkirska Brygada Kawalerii, a od południowego zachodu 1 Armia Konna. 16 czerwca polska 3 Armia dotarła do Uszy i rozpoczęła zajmowanie wyznaczonych jej pozycji obronnych.

## Walki pod Skorodnem
Podczas odwrotu wojsk polskich z Ukrainy wchodzący w skład grupy płk. Jana Rybaka 41 pułk piechoty otrzymał rozkaz obsadzenia i utrzymania przez dwa dni Skorodna. 21 czerwca pułk zajął stanowiska na zachodnim brzegu Sławecznej, utrzymując na wschodnim brzegu jeden pluton do osłony dwóch mostów. Dowódca pułku wysłał na przedpole oficerski patrol rozpoznawczy w kierunku na Troszki, w celu zdobycia informacji o siłach i zamiarach nieprzyjaciela. Pojmani przez patrol jeńcy zeznali, że na Skorodno planowane jest uderzenie brygady liczącej około 2 000 żołnierzy z dwudziestoma ckm-ami. W tym czasie 41 pp liczył około 2500 żołnierzy, a na uzbrojeniu posiadał około 50 karabinów maszynowych. Zarówno przewaga liczebna jak i taktyczna pozwoliła mjr. Ignacemu Oziewiczowi narzucić przeciwnikowi swój sposób rozegrania walki. Postanowił on pozwolić oddziałom sowieckim w przeprawić się przez rzekę, aby następnie odciąć je od mostów i zniszczyć koncentrycznym uderzeniem.
Rano 22 czerwca pod Skorodno  podeszły patrole czołowe nieprzyjaciela. Pluton podporucznika Sakowskiego, osłaniający dostęp do mostów, opuścił stanowiska i pospiesznie wycofał się na zachodni brzeg. Zachęceni tym czerwonoarmiści z marszu przystąpił do natarcia. Gdy główne siły sowieckie przeszły przez mosty, polski oddział obejścia (10 kompania) przeszedł na tyły wojsk sowieckich i powtórnie obsadził oba mosty. Wówczas na sygnał dowódcy pułku koncentrycznie uderzyły II i III batalion. Spychani w kierunku rzeki sowieccy strzelcy weszli pod lufy wzmocnionej karabinami maszynowymi 10 kompanii.

## Bilans walk
Walki pod Skorodnem zakończyły się  klęską oddziałów sowieckich. Do końca pobytu 41 pułku piechoty w mieście przeciwnik nie zaatakował go.
Pozostawił on na pobojowisku około dwustu poległych. Polacy wzięli do niewoli 150 jeńców i zdobyli dwanaście ckm-ów.